# أبو عبد الله الزنجاني
أبو عبد الله الزنجاني (15 ديسمبر 1891 - 23 يوليو 1941) فقيه شيعي وأستاذ جامعي إيراني في القرن الرابع عشر الهجري.

## حياته
ولد أبو عبد الله بن عبد الرحيم بن نصر الله الزنجاني في يوم 15 ديسمبر 1891/ 13 جمادى الأولى 1309 في مدينة زنجان الإيرانية القاجارية لعائلة اشتهرت بالعلم والتصدي للفتن. كان والده نصر الله يحمل لقب شيخ الإسلام. تعلم القراءة والكتابة في مسقط رأسه، أخذ علم الهيئة والكلام والفلسفة على الميرزا إبراهيم الفلكي. ارتحل إلى العراق سنة 1913 ودرس في النجف عند كاظم اليزدي وشيخ الشريعة الإصفهاني وحسين الناييني ومكث فيها حتى نال درجة رفيعة من الاجتهاد، ثم رجع إلى إيران سنة 1920 درس الفلسفة في طهران.

«دعا إلى الإصلاح الديني وتوحيد الكلمة وعقد الصلة بين المذاهب الإسلامية» ورحل برحلات إلى الشام والأردن وفلسطين ومصر والحجاز، ثم قفل عائداً إلى مسقط رأسه زنجان وتولى القضاء الشرعي فيها. ورحل ثانية إلى مصر سنة 1934 وعرّج على دمشق وانتخب عضواً مراسلاً بالمجمع العربي في شام. درس في إيران التفسير والفلسفة الإلهية بكلية المعقول والمنقول «كلية الشريعة» لمدة أربع سنوات حتى 1939، وسنة واحدة في معهد إعداد المدرسين. توفي في 23 يوليو 1941/ 28 جمادى الآخرة 1360.

قامت جمعية الآثار والتراث الثقافي الإيراني بتنظيم حفل سيرة ومسيرة للزنجاني في 7 فبراير 2010.

## مؤلفاته
كتب باللغتين العربية والفارسية ومن آثاره:
- تاريخ القرآن : 1935.
- بقاء النفس بعد فساد الجسد
- الفيلسوف الفارسي صدر الدين الشيرازي
- طهارة أهل الكتاب : 1927.
- عظمة الحسين: بالفارسية.
- دين الفطرة
- أصول القرآن الاجتماعية
- فلسفة الحجاب: 1924.
- رسالة في التصوف
- الأفكار
- الإسلام والأوروبيون
- التصوف في التاريخ

له مقالات بالفارسية المنشورة في الصحف الإيرانية ومقالات أدبية وفلسفية نشرت باللغة العربية في مجلة المجمع العلمي العربي بدمشق ومجلة الزهراء المصرية ولغة العرب البغدادية،